# 金背刺尻魚
金背刺尻魚，為輻鰭魚綱鱸形目鱸亞目蓋刺魚科的其中一個種。

## 分布
本魚分布於西大西洋區，包括阿魯巴、荷屬安地列斯、千里達、巴哈馬、巴西、聖露西亞、巴貝多等海域。

## 深度
水深12至200公尺。

## 特徵
本魚體橢圓形，頭部、背面與背鰭為金黃色。體側、尾部與臀鰭深藍色且有很多的黑色斑點。在眼睛周圍有一個狹窄的藍色環。體長可達7.5公分。

## 生態
本魚棲息在珊瑚礁區，屬雜食性，以藻類和海綿為食。

## 經濟利用
為色彩鮮豔的觀賞魚。